# Ricky Cheng
Ricky Cheng Siu Chung (Hong Kong británico, 29 de septiembre de 1972) es un exfutbolista hongkonés, naturalizado costarricense.

## Trayectoria
Nació en Hong Kong (China), pero se crio en Costa Rica, donde llegó cuando era niño y se radicó aquí por espacio de 12 años. En esa época se naturalizó.
En la Primera División de Costa Rica jugó con el Uruguay de Coronado y la Alajuelense, según sus cifras anotó dos goles y 69 partidos en seis torneos. Debutó contra Saprissa (cayó 0-1), el 7 de enero de 1989, y anotó su primer gol a Dean Salmon, el 28 de julio de 1991. Con Alajuelense consiguió los títulos de 1991 y 1992.

## Selección nacional
En las selecciones, representó a Costa Rica en la categoría infantil Sub-17 (logró un gol en cuatro partidos), la juvenil Sub-20 (seis goles en nueve juegos) y la Sub-23 no jugó. Jugó con la Mayor de Hong Kong (seis goles en nueve partidos).

## Clubes

### Como jugador
| Club                    | País       | Año       |
| ----------------------- | ---------- | --------- |
| C.S Uruguay de Coronado | Costa Rica | 1990      |
| L.D Alajuelense         | Costa Rica | 1990-1994 |
| Happy Valley A.A        | Hong Kong  | 1993-1994 |
| Eastern S.C             | Hong Kong  | 1994-1995 |
| South China AA          | Hong Kong  | 1995-1996 |
| Instant-Dict            | Hong Kong  | 1996-1998 |
| South China AA          | Hong Kong  | 1998-2000 |
| Instant-Dict            | Hong Kong  | 2000-2001 |
| South China A.A         | Hong Kong  | 2001-2003 |
| Kitchee SC              | Hong Kong  | 2003-2006 |
| Southern District FC    | Hong Kong  | 2006-2008 |

### Como entrenador
| Club                 | País      | Año       |
| -------------------- | --------- | --------- |
| Southern District FC | Hong Kong | 2006-2008 |
| Kitchee SC           | Hong Kong | 2009      |
| Kitchee SC           | Hong Kong | 2013-2014 |
| Southern District FC | Hong Kong | 2015-2020 |
| Southern District FC | Hong Kong | 2021-Act  |

## Palmarés

### Como jugador

#### Títulos nacionales
| Título                         | Club            | País       | Año  |
| ------------------------------ | --------------- | ---------- | ---- |
| Primera División de Costa Rica | L.D Alajuelense | Costa Rica | 1991 |
| Primera División de Costa Rica | L.D Alajuelense | Costa Rica | 1992 |

### Como entrenador

#### Títulos nacionales
| Título                        | Club       | País      | Año  |
| ----------------------------- | ---------- | --------- | ---- |
| Primera División de Hong Kong | Kitchee SC | Hong Kong | 2014 |

## Vida privada
Su padre se llama Cheng Kwok Kan, su madre Sin Hoi Chi y tiene una hermana llamada Cheng So Man, además está casado con Elisa Wong, también nacida en Hong Kong.